# Blériot 5190
Blériot 5190 je bil francoski štirimotorni poštarski leteči čoln iz 1930ih. 5190 je bil nekonvencionalnega dizajna, imel je parasol krilo, trije motorji so bili nameščeni po sprednjem robu krila, četrti pa v sredini zadnjega roba krila. 

## Specifikacije
- Posadka: 4
- Dolžina: 26,00 m (85 ft 3 in)
- Razpon kril: 43,00 m (141 ft 0 in)
- Višina: 6,90 m (22 ft 8 in)
- Površina kril: 236,0 m2 (2539 ft2)
- Prazna teža: 12750 kg (28109 lb)
- Gros teža: 22000 kg (48500 lb)
- Motorji: 4 × Hispano-Suiza 12Nbr, 485 kW (650 KM) vsak

- Največja hitrost: 210 km/h (131 mph)
- Dolet: 5000 km (3100 milj)
- Višina leta (servisna): 5100 m (16730 ft)